# Vărăști
Vărăști is een Roemeense gemeente in het district Giurgiu.
Vărăști telt 5848 inwoners.